# Стюарт, Рэндольф, 13-й граф Галлоуэй
Рэндольф Кейт Реджинальд Стюарт, 13-й граф Галлоуэй (англ. Randolph Keith Reginald Stewart, 13th Earl of Galloway; 14 октября 1928 — 27 марта 2020) — шотландский дворянин и пэр.

## Биография
Родился 14 октября 1928 года. Единственный сын Рэндольфа Элджернора Рональда Стюарта, 12-го графа Галлоуэя (1892—1978), и его американской жены Филиппы Уэнделл (1905—1974).
Ему поставили диагноз шизофрения (позднее этот диагноз был отклонен как поспешно поставленный и неточный) в молодом возрасте и подвергли терапии инсулиновой комой. Возможно, если бы он родился сегодня, его поведение было бы признано аутичным. Он получил образование в школе Белхейвен-Хилл в Данбаре и в школе Харроу в Лондоне. В 1952 году, в возрасте 23 лет, его родители сделали ему лоботомию в попытке контролировать его поведение. Лоботомия изменила его навсегда; «Я уже никогда не был прежним», — сказал он интервьюеру. После этой операции он провел следующие 15 лет в психиатрическом крыле Королевской больницы Крайтона в Дамфрисе. В 1970 году родители поместили его в монастырь Преображения Господня в Рослине, Мидлотиан.
17 октября 1975 года он женился на Лили Мэй Бадж (урожденной Миллер) (26 октября 1916 — 29 октября 1999), из рабочей семьи из Данса, Берикшир. Ее отец Эднрю Миллер был конюхом, ее мать ткала одеяла . Лили Мэй Бадж была замужем дважды до этого и уже имела четверых детей, один из которых был усыновлен. Его родители категорически не одобряли этот брак, а его отец, 12-й граф Галлоуэй, зашел так далеко, что попытался дать деньги Лили Бадж за расторжение брака. Он умер в 1978 году, оставив Рэндольфу титул и немногое другое, вычеркнув его из своего завещания.
При поддержке жены пара переехала в Лондон, и Рэндольф занял свое место в Палате лордов. Однако из-за своего психического состояния и последующей операции лорд Гэллоуэй оказался некомпетентным политиком, и пара вскоре вернулась в Эдинбург, где психическое состояние графа продолжало ухудшаться. В этот момент он начал становиться агрессивным, дважды нападая на представителей общественности и один раз на свою жену. Оглядываясь назад на эти действия, он описал их как «позорное, отвратительное, бесчестное и унизительное выступление с моей стороны». Графиня умерла в 1999 году, брак был бездетным.
Рэндольф Стюарт скончался в марте 2020 года в возрасте 91 года. О его смерти было объявлено только в следующем месяце. После его смерти графство и связанные с ним лордства и баронетства перешли к Эндрю Клайду Стюарту (род. 1949), который является праправнуком 9-го графа и, таким образом, троюродным братом Рэндольфа.